# Спиньо Монферато
Спѝньо Монфера̀то (на италиански: Spigno Monferrato; на пиемонтски: Spign, Спин) е село и община в Северна Италия, провинция Алесандрия, регион Пиемонт. Разположено е на 217 m надморска височина. Населението на общината е 1088 души (към 2014 г.).